# Alta comissió

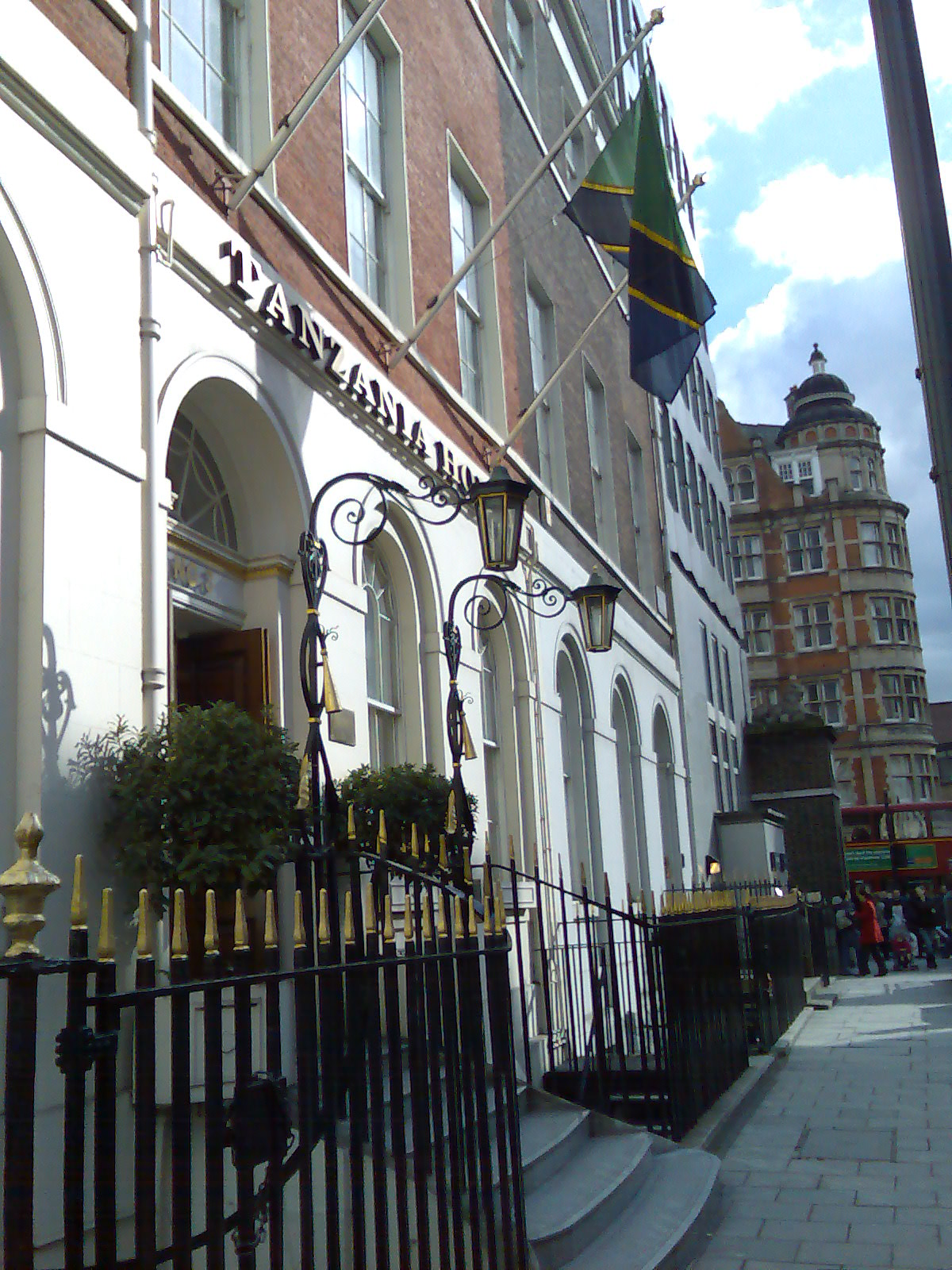
Seu de l'Alta Comissió de Tanzània a Londres.

L'alta comissió (en anglès, high commission) és una representació diplomàtica d'un país membre de la Commonwealth davant d'un altre país membre d'aquesta organització. No es parla doncs d'Ambaixada d'Austràlia a Londres sinó d'Alt Comissionat (i recíprocament). Igualment, l'ambaixador de Jamaica a Austràlia és un alt comissionat (en anglès: high commissioner), i així successivament. Aquesta terminologia ha estat represa pels Estats Units per als seus territoris sota tutela del Pacífic, i per França per a alguns dels seus territoris d'ultramar (en els quals l'alt comissionat és familiarment anomenat «haussaire»). És també utilitzat per certes institucions internacionals com l'Alt Comissariat de les Nacions Unides per als Refugiats.